# Romany (województwo podlaskie)
Romany – wieś w Polsce położona w województwie podlaskim, w powiecie kolneńskim, w gminie Stawiski.
| SIMC    | Nazwa   | Rodzaj    |
| ------- | ------- | --------- |
| 0406624 | Dąbrowa | kolonia   |
| 0406618 | Kupniki | część wsi |

## Historia
Dawniej prywatna wieś szlachecka położona była w drugiej połowie XVI wieku w powiecie radziłowskim ziemi wiskiej województwa mazowieckiego. W latach 1921–1939 wieś i osada młyńska leżała w województwie białostockim, w powiecie kolneńskim (od 1932 w powiecie łomżyńskim), w gminie Przytuły.
Według Powszechnego Spisu Ludności z 1921 roku wieś i osadę młyńską zamieszkiwały 282 osoby, 270 było wyznania rzymskokatolickiego a 12 mojżeszowego. Jednocześnie 270 mieszkańców zadeklarowało polską przynależność narodową a 12 żydowską. Było tu 35 budynków mieszkalnych. Miejscowość należała do miejscowej parafii rzymskokatolickiej. Podlegała pod Sąd Grodzki w Stawiskach i Okręgowy w Łomży; właściwy urząd pocztowy mieścił się w m. Stawiski.

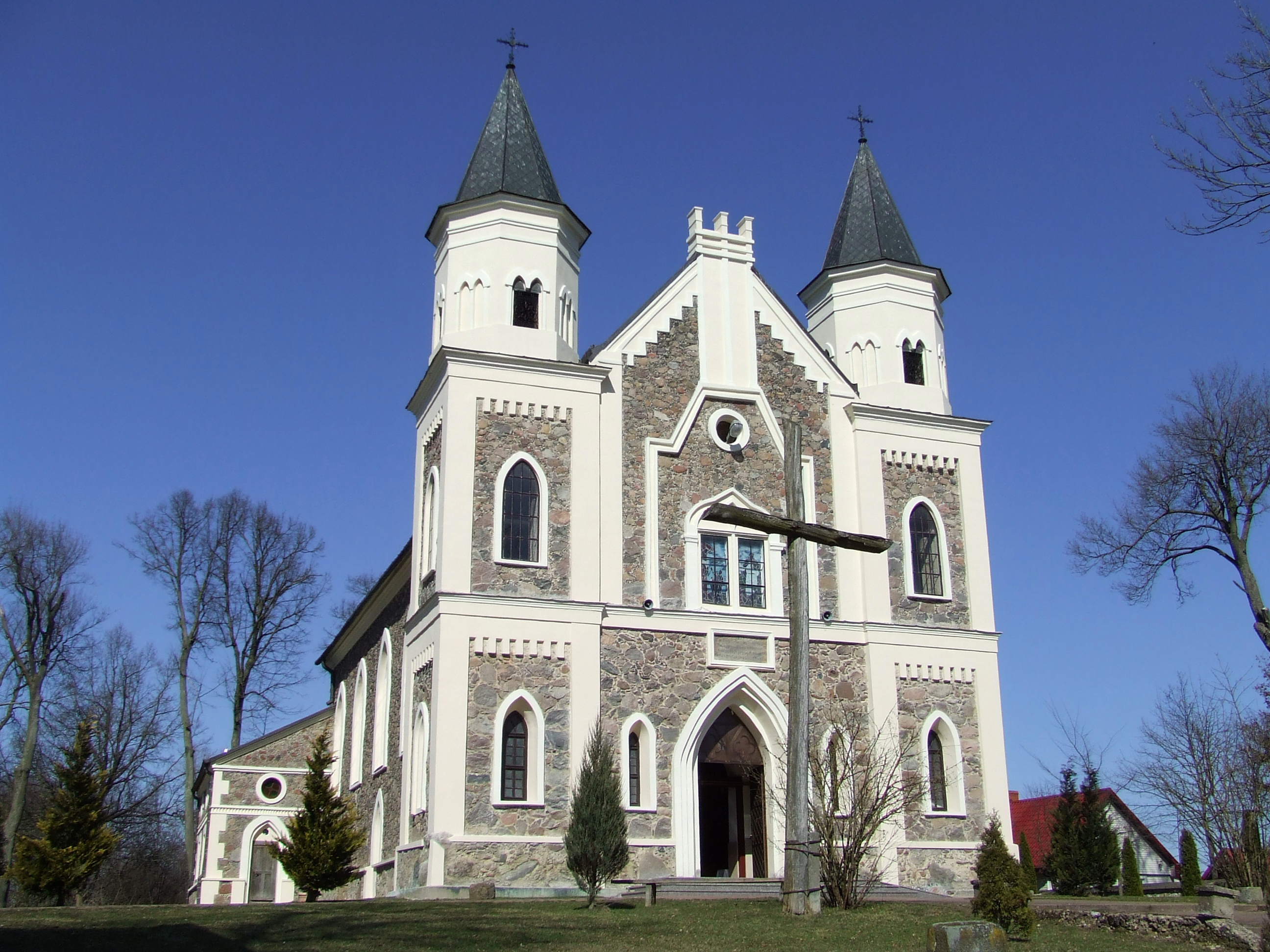
Kościół parafialny pw. NMP w Romanach

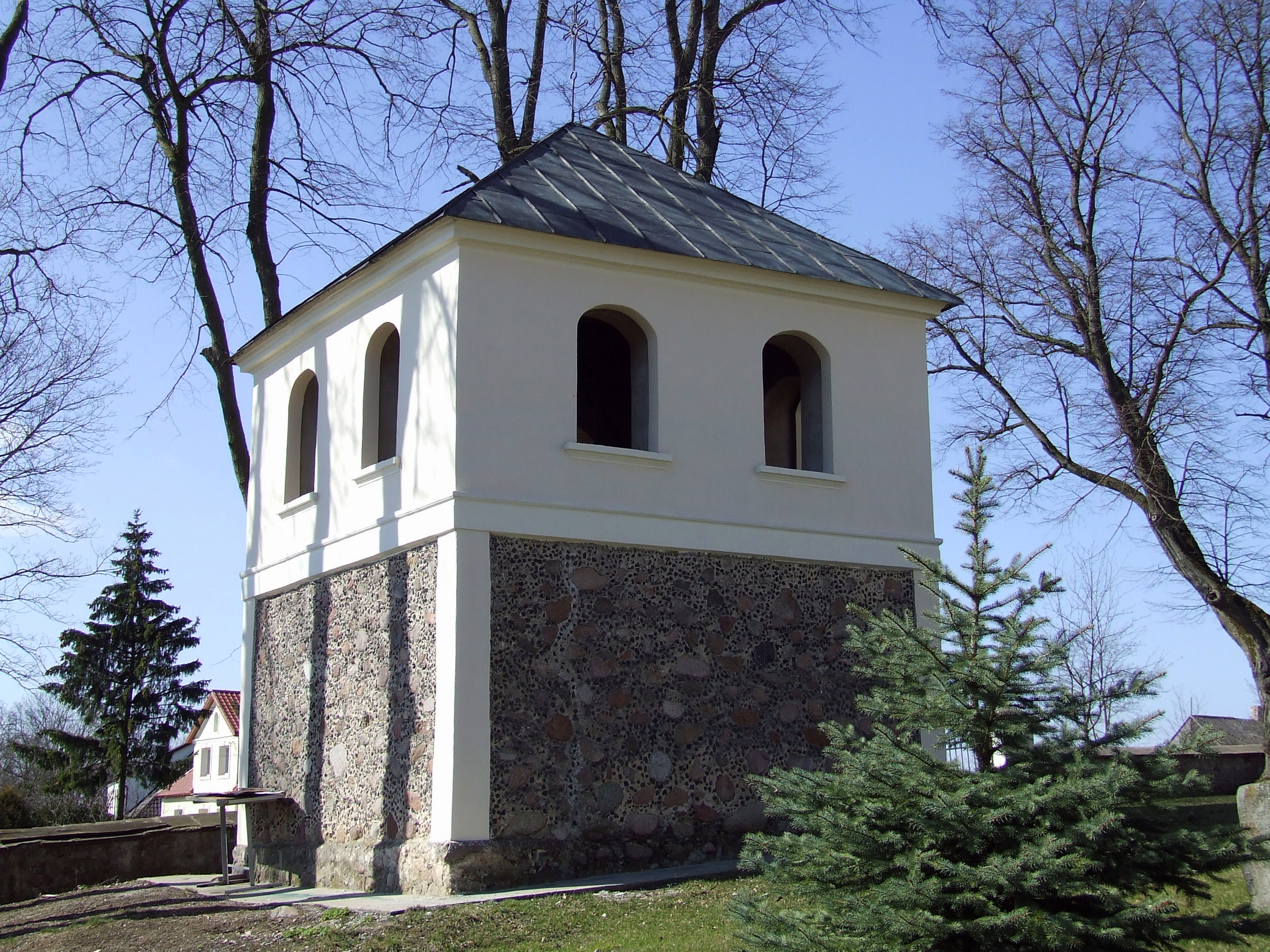
Dzwonnica w Romanach

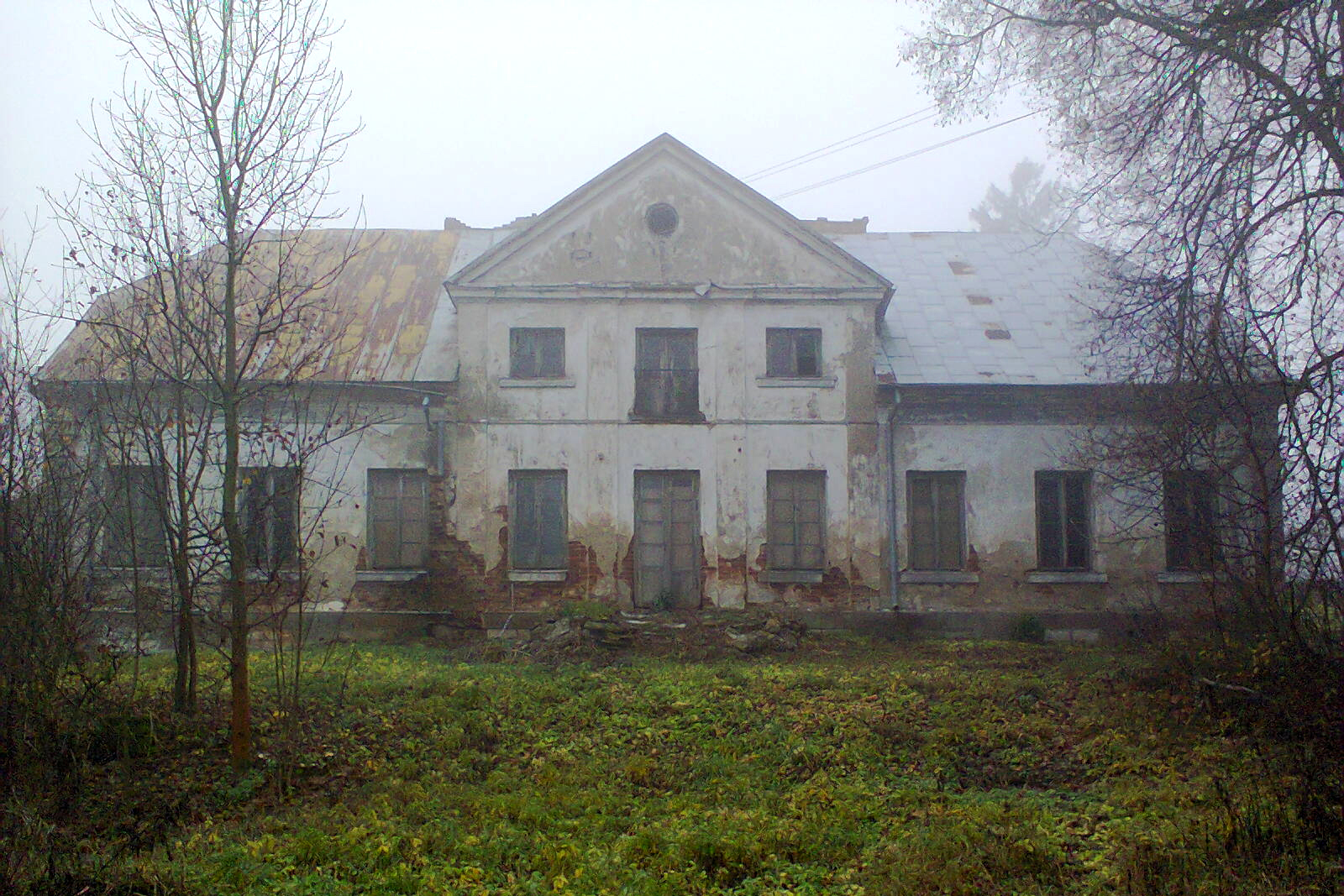
Dwór Dobrzyckich w Romanach

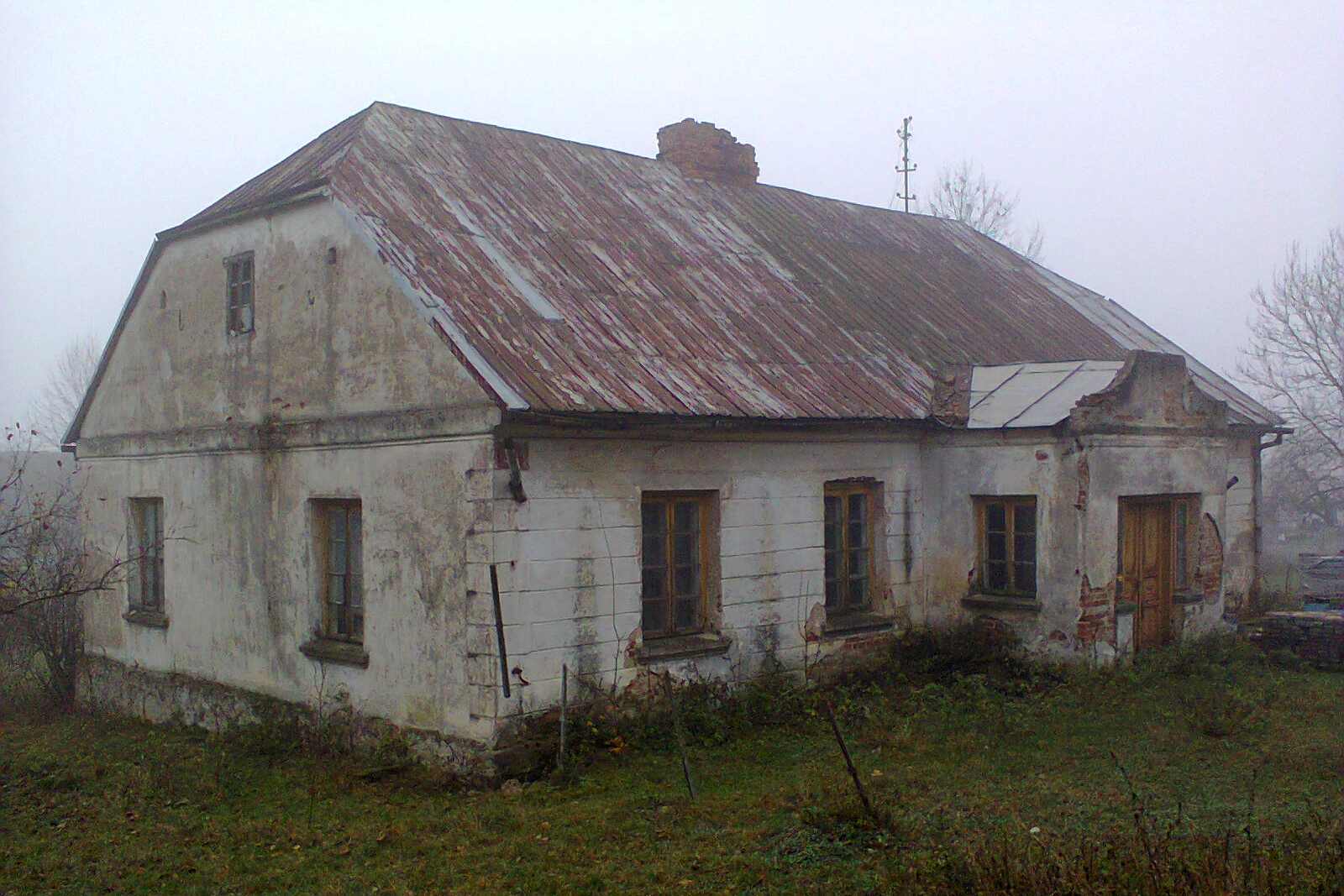
Zabytkowa plebania z roku 1860

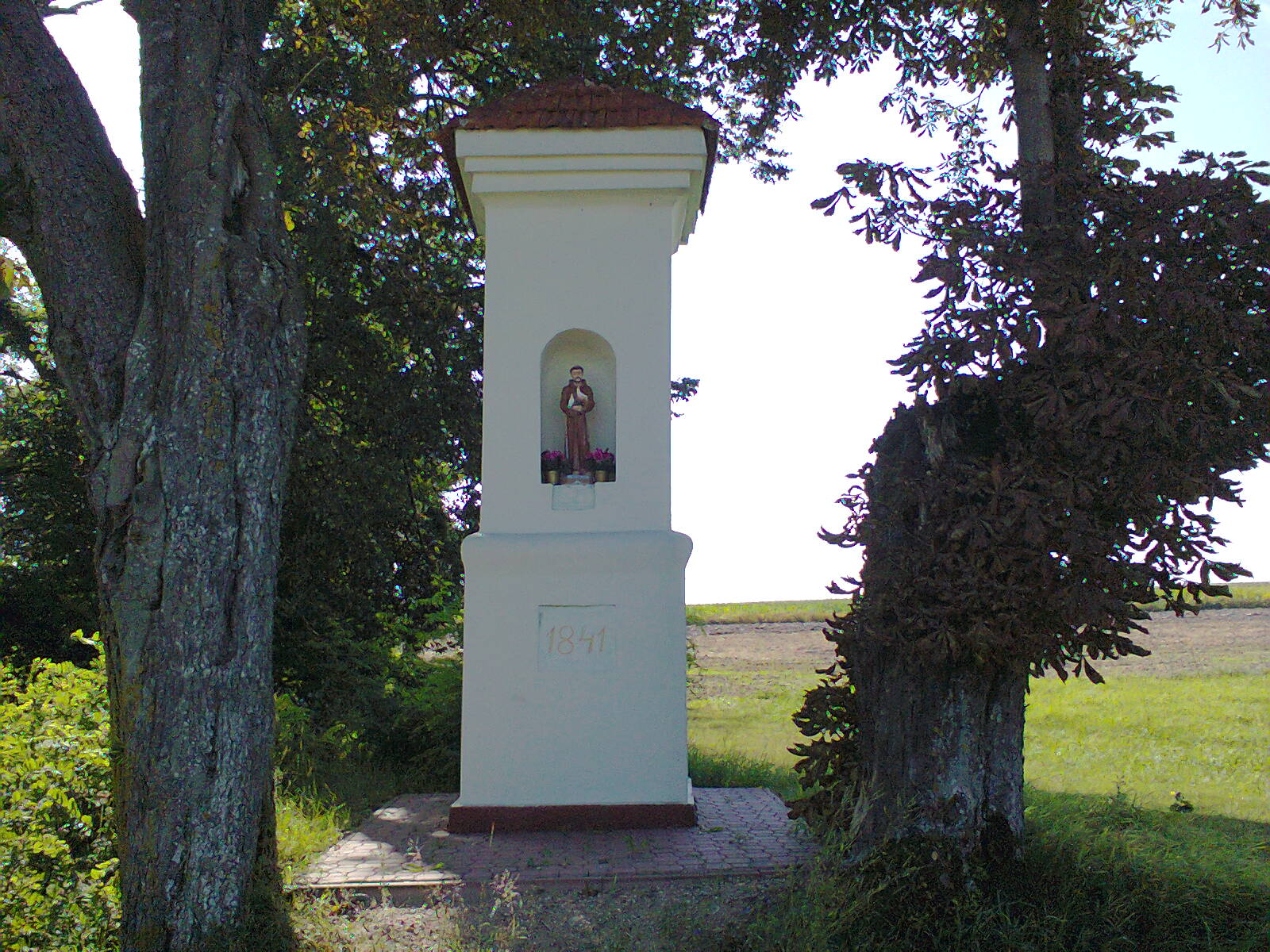
Kapliczka przydrożna znajdująca się na zachód od wsi

W latach 1975–1998 miejscowość położona była w województwie łomżyńskim.
W miejscowości znajduje się kościół, który jest siedzibą parafii Nawiedzenia NMP. W strukturze kościoła rzymskokatolickiego parafia należy do metropolii białostockiej, diecezji łomżyńskiej, dekanatu Jedwabne.

## Zabytki
- Kościół parafialny pw. Najświętszej Marii Panny, 1859, nr rej.: 91 z 23 kwietnia 1981[10].
- Dzwonnica, nr rej.: 111 z 25 kwietnia 1981[10].
- Plebania, 1860, nr rej.: 120 z 27 kwietnia 1981[10].
- Kaplica cmentarna, na cmentarzu rzymskokatolickim, 1840, nr rej.: 292 z 8 czerwca 1987[10].
- Zespół dworski i folwarczny[10]:
  - dwór Dobrzyckich, 1843, nr rej.: 136 z 7 maja 1981;
  - folwark, XIX w., nr rej.: 135 z 7 maja 1981:
    - budynek gospodarczy,
    - ogród.